# Oskar Troplowitz
Oskar Troplowitz (Gliwice, 18 gennaio 1863 – Amburgo, 27 aprile 1918) è stato un imprenditore e farmacologo tedesco.
È noto soprattutto per aver ideato, quando era a capo della Beiersdorf AG la crema Nivea.
Nato a Gliwice, si trasferì nel 1870 a Breslavia, dove compì i suoi studi di farmacia. Nel 1890 si trasferì ad Amburgo, dove comprò la Fabbrica di preparati dermoterapeutici (Fabrik dermotherapeutischer Präparate) fondata nel 1882 da Paul Carl Beiersdorf.
Nel 1901 ideò il cerotto Leukoplast, nel 1909 lo stick di burro di cacao Labello, nel 1911 la crema Nivea.
Imprenditore illuminato, introdusse fin dal 1897 un periodo di ferie retribuito e tutele per la maternità. Nel 1912 introdusse la settimana lavorativa di 48 ore e quattro anni più tardi ideò un fondo pensionistico per i dipendenti.
Morì nel 1918 nella sua casa di Amburgo in seguito ad un ictus.